# Aididae
Aididae (лат.) — семейство разнокрылых бабочек из надсемейства Zygaenoidea (включающего пестрянок и других мелких бабочек) в составе клады Двупорые (Heteroneura). Центральная и Южная Америка.

## Описание
Выделены из семейства Megalopygidae. Бабочки среднего размера (размах крыльев обычно 25—50 мм). Тело короткое, густо опушенное. Голова большая и широкая, антенны относительно короткие, перообразной формы у самцов и нитевидные у самок. Крылья широкие. Передние крылья треугольные и сероватые, округлые задние крылья имеют красноватый цвет. Самки значительно крупнее самцов.
В 2021 году в результате исследования функциональной мускулатуры копулятивного аппарата (к аутапоморфиям айдид добавлены срастание и редукция ряда генитальных структур, асимметрия ретракторов эдеагуса, наличие мощных пучков мышц в транстиллярной зоне; выявлено наличие 8 пар мышц — m1, m8(3), m5(7), m6(5), m7(6), m9, m2(10), а также наличие внутренних мышц анального конуса m20 и внутренней непарной продольной мышцы эдеагуса m21) обосновано включение семейства Aididae в ранге подсемейства Aidinae в состав семейства Limacodidae.

## Классификация
Включает 2 рода и около 10 видов.
- Род Aidos Hübner, 1820
  - Aidos admiranda Schaus, 1912
  - Aidos amanda (Stoll, 1782)
  - Aidos cynosura Dognin, 1911
  - Aidos nuncilla Dognin, 1914
  - Aidos perfusa (Schaus, 1905)
  - Aidos yamouna Dognin, 1891
- Род Xenarchus
  - Xenarchus admirabilis (Schaus, 1894)
  - Xenarchus carmen (Scahus, 1892)
  - Xenarchus castrensis (Schaus, 1896)
  - Xenarchus osorius (Herrich-Schäffer, 1856)